# فرانك نيجري
فرانك نيجري (بالإنجليزية: Frank Negri)‏ هو لاعب كرة قدم أسترالية أسترالي، ولد في 1 نوفمبر 1917 في Malvern East, Victoria ‏ في أستراليا، وتوفي في 8 أغسطس 1994.

## وصلات خارجية
- فرانك نيجري على موقع AustralianFootball.com (الإنجليزية)
- فرانك نيجري على موقع AFLtables.com (الإنجليزية)